# Cantó d'Albi-Est
El cantó d'Albi-Est és un cantó francès del departament del Tarn, a la regió d'Occitània. Està situat al districte d'Albi i compta només amb 2 municipis. El cap cantonal és Albi.

## Municipis
- Albi
- Frejairòlas

## Història
| Data d'elecció                           | Identitat             | Partit        | Qualitat |
| ---------------------------------------- | --------------------- | ------------- | -------- |
| 2001-2008                                | Philippe Bonnecarrère | RPR           |          |
| 2008-                                    | Dominique Billet      | Divers droite |          |
| les dades anteriors no són pas conegudes |                       |               |          |
|                                          |                       |               |          |

## Demografia
| 1962 | 1968 | 1975 | 1982 | 1990 | 1999   | 2006   |
| ---- | ---- | ---- | ---- | ---- | ------ | ------ |
|      |      |      |      |      | 10.419 | 11.692 |